# Acmenosperma
Acmenosperma é um género botânico da família das mirtáceas, relacionado com os géneros Syzygium, Acmena, Cleistocalyx, Piliocalyx e Waterhousea, cujas relações filogenéticas são, actualmente, objecto de estudo. Inclui espécies nativas principalmente da Austrália.

## Sinonímia
- Syzygium R. Br. ex Gaertn.

## Espécies
Acmenosperma pringlei

Acmenosperma claviflorum